# Sonny Clark
Conrad Yeatis „Sonny“ Clark (* 21. Juli 1931 in Herminie, Pennsylvania; † 13. Januar 1963 in New York) war ein US-amerikanischer Jazzpianist und -komponist des Hard Bop.

## Werdegang
Clark zog mit 12 Jahren nach Pittsburgh und spielte Bass und Vibraphon auf der High School, aber auch schon ab vier Jahren Klavier. 1951 zog er auf Veranlassung seines Bruders, der ebenfalls Pianist war, nach Kalifornien. Er spielte in San Francisco kurz mit Vido Musso und Oscar Pettiford und zog dann nach Los Angeles. 1953 machte er seine erste Aufnahme mit Teddy Charles´s West Coasters (Prestige) mit Wardell Gray. 1953 spielte er in Los Angeles mit zahlreichen Westcoast-Jazzern, was für schwarze Musiker eher die Ausnahme war. Unter anderem nahm er mit Art Pepper und 1953–1956 mit Buddy DeFranco auf, mit dem er auch 1954 durch Europa reiste und zahlreiche Platten aufnahm. 1956 spielte er mit den Lighthouse All Stars von Howard Rumsey, mit Serge Chaloff, Frank Rosolino und Sonny Criss. Nachdem er 1957 nach New York gezogen war, nahm er an zahlreichen Sessions teil und näherte sich dem Hard-Bop-Idiom. Er begleitete Dinah Washington (April 1957 in New York), arbeitete danach aber als Freelancer und in eigenen Trios. So spielte er mit Lee Morgan, Charles Mingus, Lou Donaldson, Curtis Fuller und Sonny Rollins (auf The Sound of Sonny, 1957).
Ursprünglich stark von Bud Powell geprägt, entwickelte er einen eigenen, rhythmisch betonten Stil, den Richard Cook als schwungvoll, genau artikuliert, mit eigenartigen kleinen Figuren der linken Hand, die den langen ausgesprochen komplizierten der rechten Hand entgegenlaufen, beschreibt. Cook kritisiert an seinen Blue-Note Platten als Leader (beginnend 1957 mit Dial S for Sonny), dass er seine Führungsrolle zu wenig ausfüllt, sich zu sehr nach Begleiter anhört und er hebt am ehesten seine Platte Sonny Clark Trio wegen des extrovertierten und ideenreichen Spiels im Trio mit Philly Joe Jones und Paul Chambers hervor. Sonny Clark war als Begleiter gefragt und ist auf vielen Blue-Note Alben zu hören, z. B. von Donald Byrd, Hank Mobley, Jackie McLean, Kenny Burrell, Bennie Green ("Soul Stirrin" 1958), Clifford Jordan, Lee Morgan, Johnny Griffin und Dexter Gordons Album Go. Er veröffentlichte bei Blue Note sieben eigene Alben (wie Cool Struttin' und Leapin and Lopin), die ihm heute bei vielen Fans einen Kultstatus verleihen. Er wurde nicht nur von Mitmusikern, sondern auch von anderen Pianisten hoch geschätzt (Bill Evans widmete ihm ein Stück „NYC's No Lark“, der Titel ist ein Anagramm auf Sonny Clark). Clark hatte zeitlebens starke Drogen- und Alkoholprobleme. Drogenprobleme waren wohl auch der Grund, warum es ab 1959 zu längeren Unterbrechungen in den Aufnahmen für Blue Note kam. Nachdem er Ende 1962 und Anfang 1963 wegen einer Beininfektion im Krankenhaus war, starb er wenige Tage nach der Entlassung an einem Herzanfall.

## Rezeption
Im Jahr 1986 veröffentlichte der Musiker John Zorn als Mitglied des Sonny Clark Memorial Quartet (mit Wayne Horvitz am Klavier, Ray Drummond am Bass und Bobby Previte am Schlagzeug) das Hommage-Album Voodoo mit sieben Kompositionen von Sonny Clark.

## Diskografie (Auswahl)

### Bandleader
- 1954 Memorial Album (Xanadu 1954, ed. 1975) mit Simon Brehm (b), Bobby White (dr)
- Dial „S“ for Sonny (Blue Note, 1957) mit Art Farmer, Curtis Fuller, Hank Mobley, Wilbur Ware, Louis Hayes
- Sonny’s Crib (Blue Note 1957) (mit John Coltrane, Donald Byrd, Curtis Fuller, Art Taylor, Paul Chambers)
- Sonny Clark Trio (Blue Note 1957) (mit Paul Chambers, Philly Joe Jones)
- Cool Struttin’ (Blue Note 1958) (mit Art Farmer (Trompete) und der Jones/Chambers Rhythm Section)
- Standards (Blue Note, 1958) mit Paul Chambers, Jymie Merritt, Wes Landers
- My Conception (Blue Note, 1959) mit Hank Mobley, Clifford Jordan, Kenny Burrell, Paul Chambers, Art Blakey, Pete LaRoca
- Leapin' and Lopin´ (Blue Note, 1961) (mit Tommy Turrentine, Charlie Rouse, Butch Warren, Billy Higgins)

### Sammlung
- The Complete Verve Recordings of the Buddy DeFranco Quartett/Quintett with Sonny Clark 1954/1955. Mosaic, 1986 – 5 LPs mit Gene Wright, Bobby White dm, Tal Farlow

### Begleitmusiker
- Serge Chaloff: Blue Serge (Capitol, 1956)
- Sonny Criss: The Complete Imperial Sessions (Blue Note, 1956)
- Lou Donaldson: Lou Takes Off (Blue Note, 12/1957)
- Dexter Gordon: Go! (BN, 1962)
- Wardell Gray: Wardell Gray Memorial, Volume 1 (OJC, 1949-51)
- Grant Green: The Complete Quartets with Sonny Clark (Blue Note, 1961/62)
- Grant Green: Born to Be Blue (Blue Note, 1962; 1985)

- Hank Mobley: Hank Mobley (Blue Note, 6/1957)
- Hank Mobley: Curtain Call (Blue Note, 8/1957)
- Hank Mobley: Poppin’ (Blue Note, 10/1957)

- Lee Morgan: Candy (Blue Note, 1957/58)
- Ike Quebec: Blue and Sentimental (Blue Note, 1961)
- Sonny Rollins: the Sound of Sonny (Riverside, 1957)
- Don Wilkerson: The Complete Don Wilkerson on Blue Note (1962–63)
- The Complete Verve Recordings of the Buddy DeFranco Quartett/Quintett with Sonny Clark 1954/1955 (5 LPs on Mosaic)